# Maulers, Oise

Maulers este o comună în departamentul Oise, Franța. În 1 ianuarie 2022 avea o populație de 341 de locuitori.